# Arethaea constricta
Arethaea constricta är en insektsart som beskrevs av Brunner von Wattenwyl 1878. Arethaea constricta ingår i släktet Arethaea och familjen vårtbitare.

## Underarter
Arten delas in i följande underarter:
- A. c. comanche
- A. c. constricta